# Zukuki
Zukuki fou una regió del país dels kashka, que rebia el seu nom d'una muntanya (possiblement la que avui en dia es coneix com a Alinin Dağı) i en la qual el rei hitita Subiluliuma I va fer campanya cap a l'any 1330 aC.